# 幽霊がり
『幽霊がり』（ゆうれいがり）は、曽祢まさこによる日本の漫画作品である。
曽祢の作品では最初期のもので、『なかよし』（講談社）に掲載された。
1975年に「ダニエル」「マリアンヌ」の2作が「講談社コミックスなかよし」レーベルで単行本に収録された。その後『幽霊狩り』と改題、宙出版(1991年)より未収録作品の「魔犬シリウス」を加えて再刊され、講談社からも（2000年、2008年）とレーベルを変えて再刊されている。また単行本未収録作品「天使が夢見る夜に…」を収録した『幽霊狩り2』が2000年に発売されている。

## あらすじ
盲目の美少年ダニエルには人の不幸や死を見てしまうもう一つの目があった。彼の一族にはごくまれに超能力を持った子供が生まれてきていたのだ。世間から迫害を受けつつも兄アーサーの力も借りながら、彼は不思議な事件と向き合っていく。

## 書誌情報
幽霊がり
〈講談社コミックスなかよし〉初版発行日 1975年11月5日
- 幽霊がり ダニエル
- 幽霊がり マリアンヌ
- ブローニイ家の悲劇 （幽霊がりとは繋がりのない別作品）